# Derramamento de sangue heróico
Derramamento de sangue heróico é um gênero inventado pelo cinema de ação de Hong Kong que gira em torno de sequências de ação estilizadas e temas dramáticos, como fraternidade, dever, honra, redenção e violência, que se tornou um gênero popular usado por diferentes diretores em todo o mundo. O termo derramamento de sangue heróico foi cunhado pelo editor Rick Baker na revista Eastern Heroes  no final da década de 1980, referindo-se especificamente aos estilos dos diretores John Woo e Ringo Lam. Baker definiu o gênero como "um filme de ação de Hong Kong que apresenta muitos exercícios de armas e gângsters em vez de kung fu. Muito sangue. Muita ação". Filmes heróicos de derramamento de sangue geralmente apresentam sequências de ação de gun fu.

## Temas
Os protagonistas desses filmes são muitas vezes criminosos de boa vontade, normalmente membros duma Tríade, assassinos de aluguel ou ladrões com um código de ética rígido, o que em alguns casos leva à traição de seus empregadores e ao salvamento de muitas vítimas pretendidas. O policial com consciência, que não pode ser corrompido de forma alguma, também é comum, e geralmente segue o modelo do detetive durão. Lealdade, família e fraternidade são os temas mais típicos do gênero. Filmes heróicos de derramamento de sangue geralmente têm um forte ângulo emocional, não apenas entre, mas durante as sequências de ação.
Pistolas e submetralhadoras são frequentemente utilizadas pelos heróis devido ao peso leve que proporcionam, permitindo que seus portadores se movam mais rapidamente. Eles são frequentemente empunhados duplamente, também conhecido como akimbo. Os heróis são extremamente ágeis e implementam rolagens, mergulhos, deslizamentos e quedas enquanto duelam, proporcionando uma atuação graciosa, semelhante a um balé, em meio a tiros.
Filmes de derramamento de sangue heróico geralmente terminam com uma nota pessimista ou trágica, com os heróis principais mortos, presos pela polícia ou gravemente incapacitados.

## História
O filme inovador de John Woo, A Better Tomorrow (1986), estabeleceu em grande parte o modelo para o gênero de derramamento de sangue heróico. Por sua vez, A Better Tomorrow foi uma reimaginação de elementos da trama de dois filmes policiais anteriores de Hong Kong: The Story of a Discharged Prisoner (1967), de Lung Kong, e o filme do Shaw Brothers Studio, The Brothers (1979), este último um remake do sucesso de drama policial indiano Deewaar (1975) escrito por Salim–Javed.
Woo também teve uma grande influência em sua contínua popularidade e evolução em seus trabalhos seguintes, nomeadamente A Better Tomorrow 2 (1987), The Killer (1989) e Hard Boiled (1992).
O gênero de derramamento de sangue heróico teve um impacto considerável no cinema mundial, especialmente em Hollywood. A ação, o estilo, os tropos e os maneirismos estabelecidos nos filmes de derramamento de sangue heróico de Hong Kong da década de 1980 foram posteriormente amplamente adotados por Hollywood na década de 1990, remodelando a forma como os filmes de ação de Hollywood eram feitos. A Cidade em Chamas de Lam (1987) inspirou Reservoir Dogs (1992), de Quentin Tarantino; Tarantino era um admirador do gênero de derramamento de sangue heróico. The Killer também influenciou fortemente Léon: O Profissional (1994), de Luc Besson. Eventualmente, o próprio John Woo introduziu seu tipo de derramamento de sangue heróico em Hollywood na década de 1990. No final da década de 1990, o estilo de cinema de Woo havia se estabelecido firmemente em Hollywood.

## Filmes de derramamento de sangue heróico selecionados
- The Brothers (1979)
- The Head Hunter (1982)
- Coolie Killer (1982)
- On the Wrong Track (1983)
- Scarface (1983)
- Long Arm of the Law (1984)
- Danger Has Two Faces (1985)
- Hong Kong Godfather (1985)
- A Better Tomorrow (1986)
- Above the Law (1986)
- Legacy of Rage (1986)
- City on Fire (1987)
- Rich and Famous (1987)
- Tragic Hero (1987)
- Sworn Brothers (1987)
- Flaming Brothers (1987)
- People's Hero (1987)
- A Better Tomorrow II (1987)
- Walk on Fire (1988)
- Tiger Cage (1988)
- The Dragon Family (1988)
- The Big Heat (1988)
- Hero of Tomorrow (1988)
- Gunmen (1988)
- City War (1988)
- All About Ah-Long (1989)
- Bloody Brotherhood (1989)
- Runaway Blues (1989)
- My Heart is That Eternal Rose (1989)
- Close Escape (1989)
- Wild Search (1989)
- Casino Raiders (1989)
- The Killer (1989)
- Just Heroes (1989)
- A Better Tomorrow III (1989)
- China White (1989)
- Return Engagement (1990)
- Killer's Romance (1990)
- Curry and Pepper (1990)
- A Moment of Romance (1990)
- Bullet in the Head (1990)
- Gangland Odyssey (1990)
- Dragon in Jail (1990)
- Blood Stained Tradewinds (1990)
- Once a Thief (1991)
- Casino Raiders II (1991)
- The Last Blood (1991)
- Bullet for Hire (1991)
- Hong Kong Godfather (1991)
- Point Break (1991)[12]
- Hard Boiled (1992)
- The Shootout (1992)
- Dust of Angels (1992)
- With or Without You (1992)
- Gun n' Rose (1992)
- Full Contact (1992)
- El Mariachi (1992)
- A Moment of Romance II (1993)
- First Shot (1993)
- No More Love, No More Death (1993)
- Crime Story (1993)
- Hard Target (1993)
- Story of Kennedy Town (1993)
- Aatish: Feel the Fire (1994)[12]
- Rock N'Roll Cop (1994)
- Léon: The Professional (1994)[12]
- Tian Di (1994)
- A Taste of Killing and Romance (1994)
- Revanchist (1994)
- The True Hero (1994)
- Man Wanted (1995)
- Peace Hotel (1995)
- Fallen Angels (1995)
- The Adventurers (1995)
- Desperado (1995)
- Somebody Up There Likes Me (1996)
- Young and Dangerous (1996)
- Broken Arrow (1996)[12]
- A Moment of Romance III (1996)
- Shanghai Grand (1996)
- Big Bullet (1996)
- Beyond Hypothermia (1996)
- Dang Bireley's and Young Gangsters (1997)
- Face/Off (1997)
- Full Alert (1997)
- Postman Blues (1997)
- Island of Greed (1997)
- A True Mob Story (1998)
- The Longest Nite (1998)
- The Replacement Killers (1998)
- Ballistic Kiss (1998)
- Beast Cops (1998)
- Expect the Unexpected (1998)
- A Hero Never Dies (1998)
- The Corruptor (1999)
- The Mission (1999)
- Dead or Alive (1999)
- Century of the Dragon (1999)
- The Matrix (1999)[12]
- Double Tap (2000)
- A War Named Desire (2000)
- Dead or Alive 2: Birds (2000)
- Mission: Impossible 2 (2000)[12]
- Born Wild (2001)
- Fulltime Killer (2001)
- Black Hawk Down (2001)
- Dead or Alive: Final (2002)
- Devil Face, Angel Heart (2002)
- Infernal Affairs (2002)
- PTU (2003)
- Heroic Duo (2003)
- Once Upon a Time in Mexico (2003)
- Infernal Affairs II (2003)
- Infernal Affairs III (2003)
- Moving Targets (2004)
- Jiang Hu (2004)
- Explosive City (2004)
- Divergence (2005)
- Wo Hu (2005)
- Dragon Squad (2005)
- The City of Violence (2006)
- Dog Bite Dog (2006)
- On the Edge (2006)
- The Departed (2006)
- Exiled (2006)
- Like a Dragon (2007)
- Invisible Target (2007)
- Blood Brothers (2007)
- Brothers (2007)
- Triangle (2007)
- Hong Kong Bronx (2008)
- Fatal Move (2008)
- Chaos (2008)
- Beast Stalker (2008)
- The Sniper (2009)
- Vengeance (2009)
- A Better Tomorrow (2010)
- Black Ransom (2010)
- Monga (2010)
- The Stool Pigeon (2010)
- Let the Bullets Fly (2010)
- The Raid: Redemption (2011)
- Drug War (2012)
- The Last Tycoon (2012)
- The Viral Factor (2012)
- The Gangster (2012)
- The White Storm (2013)
- That Demon Within (2014)
- John Wick (2014)
- The Raid 2 (2014)
- Wild City (2015)
- The Mobfathers (2016)
- Trivisa (2016)
- Extraordinary Mission (2017)
- A Better Tomorrow 2018 (2018)